# Месје 9
Месје 9 (М9) је збијено звездано јато у сазвежђу Змијоноша које се налази у Месјеовом каталогу објеката дубоког неба.
Деклинација објекта је - 18° 30' 57" а ректасцензија 17h 19m 11,8s. Привидна величина (магнитуда) објекта М9 износи 7,8. М9 је још познат и под ознакама NGC 6333, GCL 60, ESO 587-SC5.